# Kim Hyang-gi
Kim Hyang-gi (김향기) est une actrice sud-coréenne, née le 9 août 2000.

## Biographie
Ayant commencé le métier durant son enfance, elle joue dans plusieurs films et séries télévisées comme Wedding Dress (en) (2010), The Queen's Classroom (en) (2013), Thread of Lies (en) (2014), Snowy Road (en) (2017) et Along With the Gods : Les Deux Mondes (2017),,.

## Filmographie

### Films
- 2006 : Heart Is... (en) de[Qui ?] : So-yi
- 2008 : Cherry Tomato (en) de[Qui ?] : Da-seong
- 2008 : Girl Scout (en) de[Qui ?] : Yoon-yi
- 2008 : Santamaria de[Qui ?] : la jeune Ho-kyung (caméo)
- 2009 : L'Œil du privé de[Qui ?] : Byul-yi
- 2010 : Wedding Dress (en) de[Qui ?] : Jang So-ra
- 2010 : Troubleshooter de[Qui ?] : Kang Soo-jin
- 2011 : Late Blossom (en) de[Qui ?] : l'enfant dans la rue (caméo)
- 2012 : The Grand Heist (en) de[Qui ?] : Nan-yi
- 2012 : A Werewolf Boy de[Qui ?] : Seon-ja
- 2014 : Thread of Lies (en) de[Qui ?] : Cheon-ji
- 2016 : Une Lettre de prison de[Qui ?] : Kwon Dong-hyun
- 2017 : Snowy Road (en) de[Qui ?] : Choi Jong-boon
- 2017 : Along With the Gods : Les Deux Mondes de Kim Yong-hwa : Dukchun
- 2018 : Along With the Gods : Les 49 derniers jours de Kim Yong-hwa : Dukchun
- 2018 : Youngju de Cha Seong Deok : Young Ju
- 2019 : Innocent Witness de Lee Han : Ji-woo
- 2021 : I de Kim Hyun-Tak : A-Young
- 2021 : Space Sweepers de Jo Sung-hee : Robot Bubs
- 2022 : Hansan : La Bataille du dragon (한산: 용의 출현) de Kim Han-min : Jeong Bo-reum

### Séries télévisées
- 2007 : Salt Doll de[Qui ?] : Min Ha-na
- 2007 : Bad Couple de[Qui ?] : Jo Yeon-doo
- 2007 : Bad Love de[Qui ?] : Lee Mi-so
- 2008 : Night After Night de[Qui ?] : Kang Ji-yoon
- 2009 : Hero de[Qui ?] : Jin Sol
- 2011 : Pluto Secret Society de[Qui ?] : Geum-sook
- 2013 : The Queen's Classroom (en) de[Qui ?] : Shim Ha-na
- 2014 : Drama City (en) « Tu es jolie, Oh Man-bok » de[Qui ?] : Oh Man-bok
- 2015 : Snowy Road Drama City (en) de[Qui ?] : Choi Jong-boon
- 2018 : Revenge Note (en) de[Qui ?] : Ho Goo-Hee
- 2019 : Moments of Eighteen : Yoo Soo-Bin

### Clips
- 2007 : Flying Girl de Magolpy
- 2011 : Love Is Delicious de Wheesung
- 2013 : Green Rain de SHINee
- 2014 : Back de Infinite

## Discographie
- 2010 : So-ra's Song (Bande-son de Wedding Dress (en))

## Distinctions

### Récompenses
- APAN Star Awards (en) 2013 : Meilleure jeune actrice pour The Queen's Classroom (en)
- MBC Drama Awards (en) 2013[5] : Meilleure jeune actrice pour The Queen's Classroom[6]
- Baeksang Arts Awards 2014 : Meilleure nouvelle actrice pour Thread of Lies (en)
- Festival du film de la jeunesse de Séoul (en) 2014 : Meilleure jeune actrice pour The Queen's Classroom et Thread of Lies
- KBS Drama Awards 2015 : Meilleure jeune actrice pour Snowy Road

### Nominations
- SBS Drama Awards (en) 2007 : Meilleure jeune actrice pour Bad Couple
- Korea Drama Awards (en) 2013 : Meilleure jeune actrice pour The Queen's Classroom (en)
- Buil Film Awards 2014 : Meilleure nouvelle actrice pour Thread of Lies (en)
- Grand Bell Awards 2014 : Meilleure nouvelle actrice || pour Thread of Lies